# Stradavanje Antonije Sesar i Danijele Vidović
Stradavanje Antonije Sesar i Danijele Vidović bio je ratni zločin u Mostaru koji su počinili pripadnici Armije BiH nad hrvatskom djecom.
Pripadnici muslimanskih postrojbi Armije BiH su 11. studenog 1994. ispalili granatu iz pravca Južnog logora koja je pala kod mostarske katedrale, u zapadnom dijelu Mostara. Tada su poginule djevojčice Antonija Sesar (rođ. 1980) i Danijela Vidović (rođ. 1979), dok je osmero djece teško i lakše ranjeno.

## Zločin u Mostaru
11. studenoga 1994. godine, teška granata ispaljena s položaja Armije BiH pala je s donje strane prolaza između katedrale i župne kuće. Dječaci, koji su se igrali s gornje strane prolaza, ostali su svi na životu, a djevojčice koje su se bile sklonile u predvorje kripte i ponavljale vjeronaučno gradivo VIII. razreda bile su pogođene gelerima: dvije od njih na smrt, a osam drugih ranjene su teže ili lakše.
Toga dana vjeroučenici, iako su se krizmali nekoliko mjeseci ranije, kao i svakog drugog petka, okupili su se na zajedničkom župnom vjeronauku, kako bi predvođeni svojim župnikom učili o ljubavi prema Bogu i bližnjemu.  Nakon pada granate, tadašnji katedralni župnik i vjeroučitelj don Tomislav Majić, kao i drugi svećenici iz katedrale pribrali su se i pružali pomoć ranjenima i rasplakanima.  Vjeroučenice Danijela Vidović i Antonija Sesar preminule su te večeri, nije im pomogla ni sva stručna i spremna bolnička pomoć.  Djevojčice su pokopane na groblju Masline a na mjestu pogibije postavljena je spomen-ploča, gdje se može za njih Bogu pomoliti.
Nekoliko je puta u javnost izlazila inicijativa da Mostar dobije ulicu koja će nositi ime ovih dviju djevojčica, ali to nikada nije realizirano. S obzirom na to da Mostar nema Gradsko vijeće posljednjih osam godina, to je nemoguće bilo učiniti.  Za ovaj zločin nitko nije odgovarao.